# American Mary
Pour plus de détails, voir Fiche technique et Distribution.
American Mary est un film canadien réalisé par Jen Soska et Sylvia Soska, sorti en 2012.

## Synopsis
Désabusée par une profession qu’elle admirait et à court d’argent, Mary Mason, une étudiante en médecine, se retrouve plongée malgré elle dans le monde de la chirurgie clandestine et de la modification corporelle.

## Fiche technique
- Titre original et français : American Mary
- Scénarios :
- Société de production :
- Distribution : IndustryWorks Pictures
- Musique : Peter Allen
- Pays d'origine :  Canada
- Lieu de tournage : Vancouver,  Canada
- Langue : anglais
- Genre : horreur
- Durée : 1h21
- Date de sortie : 17 août 2012  Royaume-Uni, (London Fright Fest Film Festival (en));  France, (Samain du cinéma fantastique de Nice)

## Distribution
- Katharine Isabelle : Mary Mason
- Antonio Cupo : Billy Barker
- Tristan Risk : Beatress Johnson
- David Lovgren : Dr Grant
- Paula Lindberg : Ruby Realgirl
- Clay St. Thomas : Dr Walsh
- John Emmet Tracy : Detective Dolor
- Twan Holliday : Lance Delgreggo
- Nelson Wong : Dr Black